# Dammfeldstraße 24

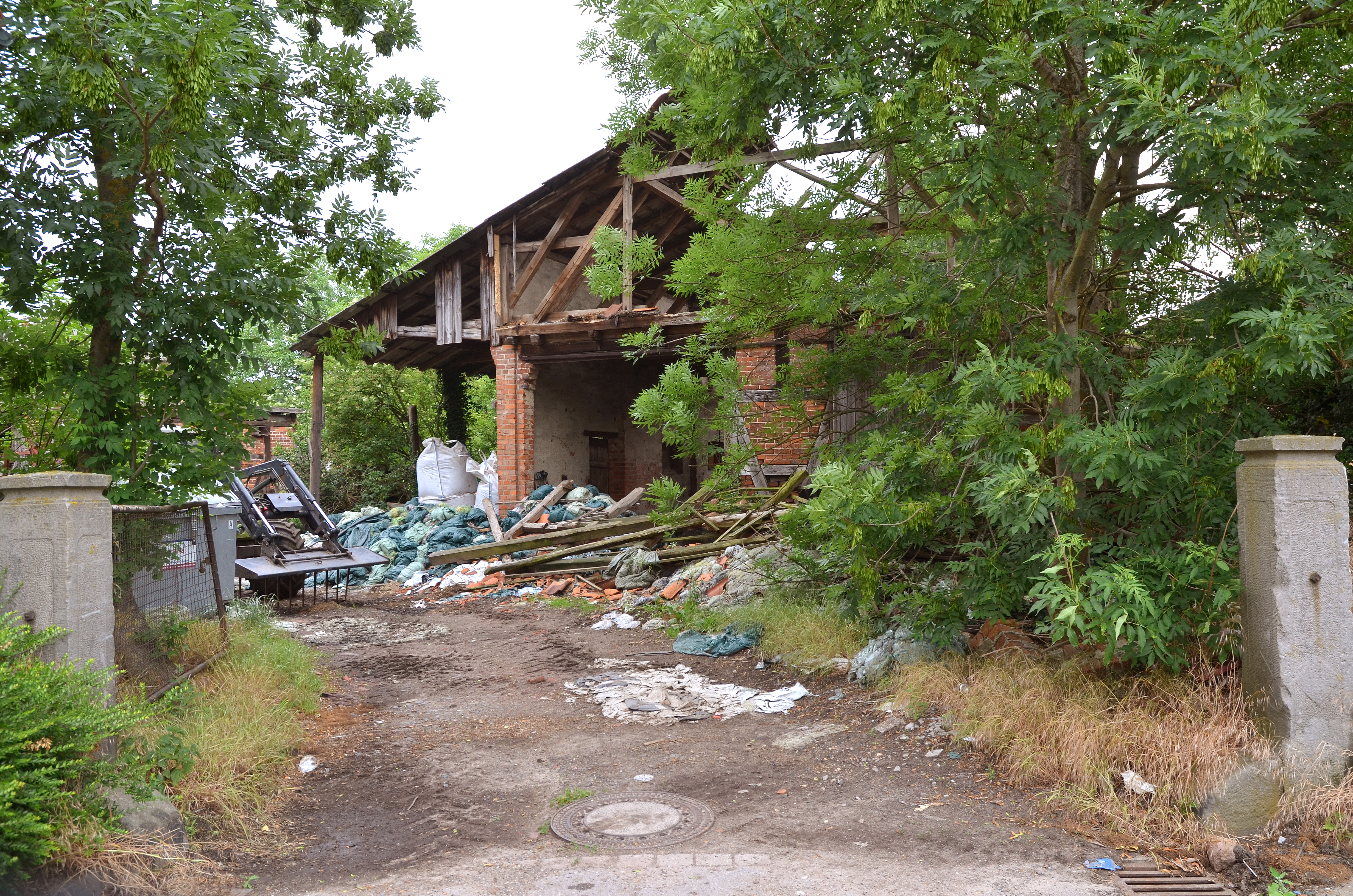
Blick auf die von Müllbergen umgebene Längs-Durchfahrtscheune aus dem 18. Jahrhundert, 2018

Dammfeldstraße 24 lautet die Adresse einer alten Hofstelle des ehemaligen Haufendorfes Aligse nördlich von Lehrte. Unter den beiden denkmalgeschützten Gebäuden der Anlage an der Dammfeldstraße ragt das Zweiständer-Fachwerkhallenhaus als eines der wenigen erhaltenen Hallenhäuser des 17. Jahrhunderts in der gesamten Region Hannover heraus.

## Geschichte und Beschreibung
Eine Bauinschrift an dem von einem Perlband gerahmten Zweiständerhallenhaus datiert das Hauptgebäude der Dammfeldstraße 24 auf das Jahr „1689“. Darüber erhebt sich die Konstruktion eines Giebelvorsprungs über einem Stichbalken, der zusammen mit einer breiten Zone des mit Holzgefachen Giebeldrempels das Wohnwirtschaftsgebäude prägt. Die aneinander gereihten Kopfwinkelhölzer unter dem Halbwalm stellen zudem eine regionale Besonderheit dar.
Zu der Hofstelle zählt auch eine Längs-Durchfahrtscheune aus dem 18. Jahrhundert, die zwar massiv erneuert wurde, jedoch Anfang des 21. Jahrhunderts als „stark in Mitleidenschaft“ gezogen beschrieben wurde.